# Dunhuang
Dunhuang (kineski: 敦煌, pinyin: Dūnhuáng; doslovno: „Sjajni svjetionik”), Shazhou ili Dukhan (ujgurski) je grad u kineskoj provinciji Gansu koji administrativno pripada prefekturi Jiuquan. Poznat je kao nekadašnja važna postaja na Putu svile i u njegovoj blizini se nalaze slavne Mogao špilje. 

## Zemljopisne odlike
Južno od teritorija Dunhuanga leže planine Qilian Shan, na sjeveru planine Mazong Shan, a na zapadu i istoku se nalazi pustinja Gobi. Susjedni gradovi su Guazhou na sjeveroistoku, Subei na jugoistoku, Aksay na jugu i pokrajinom Xinjiang na zapadu. Reljef je na sjeveru i jugu planinski, od zapada prema istoku tvori blago nagnutu ravnicu s prosječnom visinom od 1139 m. Nalazi se na važnom strateškom položaju, odnosno raskrsnici (zaobilazeći pustinju Taklamakan) južnog Puta svile i puta koji iz Indije preko Lhase vodi u Mongoliju i južni Sibir, kao i nadzire uski Gansu koridor koji je vodio u središte sjevernokineske ravnice i drevne prijestolnice Chang'an (današnji Xi'an) i Luoyanga.
Dunhuang ima suhu kontinentalnu pustinjsku klimu.

## Povijest
Već 111. pr. Kr. Dunhuang je osnovao car Wudi dinastije Zapadni Han. Zbog svog položaja na drevnom putu svile, odigrao je značajnu ulogu u kulturnoj i trgovinskoj razmjeni sa Zapadom kao najvažnijim kineskim čvorištem ove trgovačke rute. Tako se budizam širio iz Dunhuanga u Kini. Godine 366. započela je gradnja Mogao špilja, koja je trajala sve do 14. stoljeća.
Grad je sve do rane dinastije Qing bio poznat kao Oruvan (grčki: Θροάνα, sogdijski: δrw’’n ili δrw’n), a u povijesti je bio poznat i kao Shachou ili „Grad pijeska”

## Znamenitosti
Dunhuang je smješten u bogatoj oazi koja sadrži Jezero polumjeseca (Yueya Quan), a 5 km prema jugu se nalazi Mingsha Shan (鸣沙山|鸣沙山, „Planina pješčane jeke”). Mingsha Shan je nazvana po zvuku vjetra koji udara u dine, poznatom kao fenomen pjevajućeg pijeska.
U okolici grada nalaze se dijelovi Kineskog zida i ruševine utvrde Fengsui iz dinastije Han, a 25 km jugoistočno od Dunhuanga su budističke Mogao špilje, UNESCO-ova svjetska baština.
- Fragment budističke sutre iz Dunhuanga, Tang razdoblje (618.-907.)
- Pjevajuće dine na rubu Dunhuanga
- Apsara svira pipu, kip u središtu grada temeljen na liku iz Mogao špilja
- Pagoda bijelog konja iz 384. god.

## Vanjske poveznice
- Jezero polumjeseca
- Planina pješčane jeke
- The International Dunhuang Project, tisuće fotografija digitaliziranih rukopisa i slika iz Dunhuanga
- Dunhuang kolecija, Britanski muzej, London